# Daimler-Benz DB 604
Il Daimler-Benz DB 604 era un motore aeronautico sperimentale 24 cilindri ad X raffreddato a liquido prodotto dall'azienda tedesca Daimler-Benz AG durante la seconda guerra mondiale.

## Storia
Nel luglio 1939 il Reichsluftfahrtministerium emanò un bando per la realizzazione di un velivolo, denominandolo "Bombardiere B", che rispondesse ad alcune specifiche. La velocità massima doveva essere di circa 670 km/h ottenuta grazie ad un supermotore realizzato dall'accoppiamento di due o più motori già in produzione, la fusoliera doveva essere pressurizzata per raggiungere un'alta quota di tangenza, l'equipaggio doveva essere formato da almeno 3 membri, doveva essere dotato di armamento pesante e di un carrello retrattile. Questo doveva consentire di realizzare un bombardiere medio dalle caratteristiche più moderne che potesse sostituire quelli già in linea nella Luftwaffe ed impiegati operativamente dall'inizio della seconda guerra mondiale. Gli Heinkel He 111, Dornier Do 17 e Junkers Ju 88 cominciavano infatti a risentire della loro anzianità ed impostazione progettuale.
Al bando per la progettazione e fornitura dei motori parteciparono la BMW GmbH con il BMW 802, la Daimler-Benz AG e la Junkers GmbH con lo Junkers Jumo 222.

### Sviluppo
La Daimler-Benz AG rispose con il progetto DB 604, un motore con una struttura ad X ottenuta dall'unione di due motori 12 cilindri a V con gli angoli di 90° tra le bancate in maniera simmetrica. Pur se l'aspetto era quello di un motore radiale l'architettura interna, con un tradizionale albero a gomiti, lo identificava chiaramente come un motore a V. I perni di manovella erano disposti in sequenza a 0°, 120°, 240°, 240°, 120°, 0°, sui quali erano collegate le quattro bielle delle quattro bancate. In questo modo si otteneva un ciclo di accensione ogni 30°. Il DB 604 era uno dei motori dalla cubatura e dalle prestazioni maggiori tra tutti quelli realizzati in Germania fino a quel momento.
Dopo aver valutato le caratteristiche dei prototipi, l'RLM decise per lo Jumo 222, decisione che si rivelò perdente a causa dei continui problemi di messa a punto di quest'ultimo. A causa di questa decisione lo sviluppo del DB 604 fu interrotto nel settembre 1942 ed il progetto venne abbandonato.

## Motori comparabili
A parte il già citato Junkers Jumo 222 ci furono pochi altri motori aeronautici che utilizzavano questa particolarità costruttiva tutti afflitti da grossi problemi di messa a punto ed affidabilità:
 Italia
- Isotta Fraschini Zeta RC.25/60 - Un 24 cilindri con raffreddamento ad aria restato alla fase di prototipo.

 Regno Unito
- Rolls-Royce Vulture - Un 24 cilindri con raffreddamento a liquido restato alla fase di prototipo.

 Stati Uniti
- Allison X-4520 - Un 24 cilindri con raffreddamento ad aria restato alla fase di prototipo.

## Velivoli utilizzatori
Germania
- Arado Ar 340 (restato a livello progettuale)
- Dornier Do 317 (mai installato)